# David Trullo
David Trullo (Madrid, 1969) es un artista visual español. Fue Artiste in residence en el Museo Irlandés de Arte Moderno (2002) y seleccionado en Contraluz Internacional Trienal de Fotografía, Tampere, Finlandia (2005).

## Trayectoria
En su trabajo fotográfico y de video son temas recurrentes la identidad de género y la exploración de los usos de la iconografía. Trullo se ocupa con frecuencia de la interpretación de los temas tradicionales de la historia del arte. En este sentido ha expuesto en el Museo Lázaro Galdiano de Madrid (2006) mostrando "Coined" una serie fotográfica compuesta por cientos de retratos de amigos y conocidos del artista, todos representados de perfil, a la manera de los emperadores romanos, siguiendo el estilo de medallas conmemorativas y monedas. Los 96 retratos corresponden en número a la lista de emperadores desde Augusto hasta Rómulo Augústulo. 
Ha participado en ferias de arte y festivales como ARCO, Estampa y PhotoEspaña en España y Art Miami y The Armory Show en los Estados Unidos. En 2016 publicó junto con Pablo Peinado el libro Una historia verdadera, colección de imágenes sobre mujeres y hombres que decidieron retratarse en algún momento de sus vidas.
Son frecuentes sus colaboraciones en eventos relacionados con el tema de la homosexualidad, como en el Festival Visible de Madrid o en el World Pride 2017 en Madrid, cuando expuso en el Museo de Artes Decorativas una serie de obras en las que, jugando con el concepto del paño de pureza e incluyendo las mismas en las vitrinas del museo, buscaba un diálogo o un enfrentamiento de sus propias obras con la colección, revisitando así las piezas clásicas en clave homoerótica.

## Exposiciones (individuales)
- 1995 Crédito, Sala El Foro, Pozuelo de Alarcón, Madrid
- 1999 Le Bois Humain, Estampa 99, Madrid /  Pink Spasm, Galería Carmen de la Guerra, Madrid
- 2001 Memorabilia, C.C. La Canela, Cádiz / Better Youth, Galería Carmen de la Guerra, Madrid
- 2003 Ropa Interior, Galería Larra 10, Madrid / Vivos y Muertos, Galería Carmen de la Guerra, Madrid.
- 2004 Héroes, Centro Municipal de las Artes, Alcorcón, Madrid / Vierzehnheiligen, Galleria Magenta 52, Milán, Italia
- 2006  Museo Lázaro Galdiano , Madrid
- 2007 Ecce Homme, Galería Rita Castellote, Madrid
- 2008 Ecce Homo, Q! Galley, Glasgow, UK
- 2010 Una Historia Verdadera , Fundación FIART, Madrid.
- 2009 Monumento, Galería Espacio 48, Santiago de Compostela / Rituales, Capilla del Castillo de Santa Catalina, Cádiz
- 2011 Una Historia Verdadera, Instituto Cervantes Palermo, Italia
- 2017 Museo de Artes Decorativas, Madrid

## Premios
- 1993 Premio artista joven, XII Certámenes Plásticos Ciudad de Alcorcón, Madrid
- 1994 Premio Nacional, XII Premio de Fotografía Ciudad de Leganés, Madrid
- 1997 2º Premio, 'Retrato de una Dama', Polygram España
- 1998 'Eros' Premio de Fotografía, sala El Foro, Madrid.
- 2002 3er Premio, Bienal de Ibiza
- 2008 Premio adquisición, XIII Premi d’Arts Visuals Ciutat de Burriana, Castellón.
- 2010 Residencia Madrid Procesos Berlín, Sociedad Karl Hofer, UDK, Berlín[5]

## Publicaciones
- David Trullo: Heroes, Editor:Alcorcón ,Madrid, 2004[6]
- David Trullo, Pablo Peinado: Una verdadera historia, Ed:Colección libre, 2016, ISBN 978-84-16491-56-8
- David Trullo: Familias y más, Ed: Fundación Caixa Galicia, 2008, OCLC: 433955396[7]
- Roberto Gónzalez Fernández, David Trullo, Jesús Grironés: Works 2005-2007 : Sebas, meetings, planetas y satélites ... :[8]
- Libro Objeto S.T. Libro de artista, Madrid,1996-2004
- Una marca para el 2000, Istituto Europeo di Design, Madrid, 1999
- Portraying the dead, Source, Photographic Review, Belfast. 2002
- Studija, Revista de artes visuales, Letonia, 2005
- Arte Fotográfico, Madrid,2006